# Adolf Blitz
Adolf Blitz (* 12. August 1904 in Amsterdam, Niederlande; † 16. Juli 1943 im Vernichtungslager Sobibór, Generalgouvernement), geboren als Adolf Blits, war ein niederländischer Kunstmaler und Illustrator.

## Familie
Adolf Blits wurde als Sohn des Saul Blits (* 30. November 1863 in Amsterdam) und dessen Ehefrau Cornelia (* 6. März 1867 in Utrecht), geborene Sternheim, geboren. Er hatte vier Brüder und eine Schwester:  Andries, Levie, Joseph, Aron und Rozet Blits. Adolf Blits heiratete Rebekka (* 24. Februar 1905 in Borgerhout, Niederlande; † 16. Juli 1943 im Vernichtungslager Sobibór, Generalgouvernement), geborene Acohen. Aus dieser Ehe gingen zwei Kinder hervor.

## Wirken
Neben seiner beruflichen Tätigkeit als Bürokaufmann wirkte Blitz als Kunstmaler. Er malte unter anderem (Dünen-)Landschaften. Seine Arbeiten wurden über den Kunsthandel Roozemond verkauft.
Für die Verlage Boekenvrienden Solidariteit und Het Nederlandsch Boekengilde von Hein Kohn in Hilversum fertigte er ab 1934 Illustrationen für diverse Buchveröffentlichungen.
Zusammen mit seiner Ehefrau Rebekka wurde Blitz 38-jährig während des Zweiten Weltkrieges im Rahmen der „Aktion Reinhardt“ am 16. Juli 1943 im Vernichtungslager Sobibór durch Giftgas ermordet.

## Werke (Auszug)
- Hein Kohn (Hrsg.): Oskar Jellinek, Arthur van Dijke: Moeder van negen zonen. Boekenvrienden Solidariteit, Hilversum 1935. OCLC 699003800
- Rosel und Hein Kohn (Hrsg.): Mutter. Ein Buch des Dankes [Anthologie]. Bertelsmann Lesering 1961. OCLC 73505030